# Behbud Mustafayev
Behbud David Mustafayev (Baku, 13 marzo 1982) è un presbitero azero, primo prete cattolico originario dell'Azerbaigian nella storia della Chiesa cattolica.

## Biografia
Nato da una famiglia musulmana, Mustafayev si è diplomato all'Accademia nazionale di aeronautica azera e poi ha lavorato come funzionario nella dogana dell'Azerbaigian. Nel 2008 si è convertito al cristianesimo ed è stato battezzato a Baku nella chiesa dell'Immacolata Concezione con il nome cristiano di David. Nel 2011 ha deciso di diventare sacerdote ed è entrato nel seminario cattolico di San Pietroburgo. Nel 2016 è stato ordinato diacono a San Pietroburgo nella Cattedrale dell’Assunzione della Beata Vergine Maria da monsignor Paolo Pezzi, arcivescovo dell'arcidiocesi della Madre di Dio a Mosca. L'anno successivo, Mustafayev è stato ordinato prete a Roma nella Basilica di San Pietro da papa Francesco e incorporato nella Prefettura apostolica dell'Azerbaigian.